# Andy Weaver Amish
Die Andy Weaver Amish, lokal auch „Dan Church“, „Dan Amish“ oder auch „Danners“ genannt, sind eine konservative Untergruppierung der Old Order Amish. Sie sind konservativer als die durchschnittlichen Old Order Amish.
Andy Weaver Amish gelten als Untergruppe der Old Order Amish, obwohl sie sich von liberaleren Old Order Amish distanzieren und Mischehen verboten sind. Sie sprechen untereinander Pennsylvania Dutch, aber auch Englisch mit Außenstehenden.
Es gibt eine Untergruppe der Swartzentruber Amische, welche auch „Andy Weaver“ genannt werden.

## Geschichte
Die Andy Weaver Amish wurden 1952 in Holmes County, Ohio gegründet. Nachdem die Amischen immer öfter von der Gesellschaft gemieden wurden, gründete Andrew J. Weaver, ein konservativer Prediger, diese Gruppe, welche das schleichende Abdriften in den Lebensstil des Mainstreams aufhalten wollte.

## Bräuche und Technologie
Sie sind nicht so konservativ wie die Swartzentruber Amischen, jedoch konservativer als die Hauptgruppe der Old Order Amish. Verglichen mit ihnen haben die Andy Weaver Amish mehr Restriktionen auf dem Land, im Geschäft, in häuslicher Technik, eine strengere Interpretation der Isolation, strengere Jugend-Regeln und eine tolerantere Einstellung zum Alkohol und Tabak.
| Gemeinde- bund          | Traktor für die Feldarbeit | Boden- fräse | Motori- sierter Rasen- mäher | Propan-Gas | Milch-kühltank | Melkma- schine | Kühl- schrank | Ballen- presse | Innen- toilette mit Spülung | Badewanne mit fließend Wasser | Stationärer Traktor | Pneu- matische Werk- zeuge | Ketten- säge | Gas- lampen | Motor- isierte Wasch- maschinen |
| ----------------------- | -------------------------- | ------------ | ---------------------------- | ---------- | -------------- | -------------- | ------------- | -------------- | --------------------------- | ----------------------------- | ------------------- | -------------------------- | ------------ | ----------- | ------------------------------- |
| Prozentsatz der Amische | 6                          | 20           | 25                           | 30         | 35             | 35             | 40            | 50             | 70                          | 70                            | 70                  | 70                         | 75           | 90          | 97                              |
| Swartzentruber          | Nein                       | Nein         | Nein                         | Nein       | Nein           | Nein           | Nein          | Nein           | Nein                        | Nein                          | Nein                | Manche                     | Nein         | Nein        | Ja                              |
| Swiss (Adams)           | Nein                       | Nein         | Manche                       | Nein       | Nein           | Nein           | Nein          | Nein           | Manche                      | Nein                          | Nein                | Manche                     | Manche       | Manche      | Manche                          |
| Andy Weaver             | Nein                       | Nein         | Nein                         | Nein*      | Nein           | Nein           | Nein          | Nein           | Ja                          | Ja                            | Ja                  | Ja                         | Ja           | Ja          | Ja                              |
| Holmes Old Order        | Nein                       | Manche       | Manche                       | Nein*      | Nein           | Nein           | Manche        | Ja             | Ja                          | Ja                            | Ja                  | Ja                         | Ja           | Ja          | Ja                              |
| Elkhart-LaGrange        | Nein                       | Manche       | Manche                       | Manche     | Manche         | Manche         | Manche        | Manche         | Ja                          | Ja                            | Ja                  | Ja                         | Ja           | Ja          | Ja                              |
| Lancaster               | Nein                       | Nein         | Manche                       | Ja         | Nein           | Ja             | Ja            | Ja             | Ja                          | Ja                            | Ja                  | Ja                         | Ja           | Ja          | Ja                              |
| Nappanee, Indiana       | Nein                       | Ja           | Ja                           | Ja         | Ja             | Ja             | Ja            | Ja             | Ja                          | Ja                            | Ja                  | Ja                         | Ja           | Ja          | Ja                              |
| Kalona, Iowa            | Ja                         | Ja           | Ja                           | Ja         | Ja             | Ja             | Ja            | Ja             | Ja                          | Ja                            | Ja                  | Ja                         | Ja           | Ja          | Ja                              |

 * natürliches Gas erlaubt

## Bezirke und Bevölkerung
Die meisten der Andy Weaver Amish leben in Holmes County, Ohio, wo sie 2009 etwa 30 Kirchenbezirke  hatten. Weitere Siedlungen bestehen im Ashland County (Ohio) und im Hinterland von New York. 2011 gab es insgesamt 40 Kirchenbezirke.
Andy-Weaver-Amische haben die höchsten Erhaltungsquoten der Kinder in den Kirchen unter allen Amischen Gruppen. Die Rate beträgt etwa 97 %. Allerdings haben die Andy Weaver Amish weniger in der Landwirtschaft zu tun. Hier sind nur 6 % im aktiven Landbetrieb tätig.